# شهرستان نیو هانوفر (کارولینای شمالی)
شهرستان نیو هانوفر، کارولینای شمالی (به انگلیسی: New Hanover County, North Carolina) یک سکونتگاه مسکونی در ایالات متحده آمریکا است که در کارولینای شمالی واقع شده‌است.

## خصوصیات
شهرستان نیو هانوفر ۸۴۹٫۵۲ کیلومترمربع مساحت دارد.